# Wilhelm Jan Cornelis Creutz Lechleitner
Wilhelm Jan Cornelis Creutz Lechleitner (Leiden, 4 november 1856 – Boxmeer, 14 maart 1925) was een officier in het Koninklijk Nederlandsch-Indisch Leger. In 1895 werd Creutz Lechleitner benoemd tot ridder der 4e klasse in de Militaire Willems-Orde.

## Nederlands-Indië
Sergeant Creutz Lechleitner uit het Regiment Grenadiers en Jagers werd in 1875 toegelaten tot de Hoofdcursus Kampen welke hij in 1878 met goed gevolg afrondde. In juli 1878 werd hij als tweede luitenant toegevoegd aan het 4e Regiment Infanterie. Twee jaar later, per 1 juli 1880, werd Cruetz Lecleitner overgeplaatst naar het Koninklijk Nederlandsch-Indisch Leger. Op 20 november vertrok Creutz Lechleitner onder leiding van eerste luitenant C.A. de Jongh met een contingent van 96 militairen naar Nederlands-Indië.
Aangekomen in Indië werd Creutz Lechleitner ingedeeld bij het 10e bataljon infanterie. Na een promotie als eerste luitenant werd hij in 1883 overgeplaatst van Batavia naar Atjeh ten tijde van de Atjehoorlog. Na een periode bij het garnizoensbataljon werd Creutz Lechleitner overgeplaatst naar de militaire school in Meester Cornelis als docent militaire vakken. Het duurde tot 1887 tot voordat Creutz Lechleitner werd overgeplaatst naar een gevechtseenheid, nabij Medan, Sumatra.
In 1889 werd Creutz Lechleitner voor 5 jaar gedetacheerd bij het 6e Regiment Infanterie van het Nederlands leger. Op verzoek werd Creutz Lechleitner overgeplaatst bij het 7e Regiment Infanterie ging de eerste luitenant aan de slag bij de Normaal Schietschool in Den Haag.

### Lombok
Inmiddels tot kapitein gepromoveerd keerde Creutz Lechleitner eind 1892 terug naar Nederlands-Indië. Met het 6e Bataljon Infanterie, onder leiding van luitenant-kolonel H.F.C. van Bijlevelt nam Creutz Lechleitner deel aan de Lombokexpeditie in 1894. Hierbij kreeg Creutz Lechleitner het commando over een van de compagnieën. Toen de colonne op 26 augustus 1894 nabij Ampenan een moskee benaderde werden zij plots onder vuur genomen. Commandant van Bijlevelt werd hierbij geraakt in zijn linkerarm. Onder leiding van Creutz Lechleitner werd de moskee aangevallen waarbij enkele doden vielen. Deze gevechten vonden plaats terwijl de kroonprins van Lombok in gesprek was met de Nederlandse staf en aangaf dat hij een bevriende relatie van Nederlands-Indië was. Hierdoor werden deze gevechten gezien als "het verraad van Lombok". Terwijl de eenheid terugviel naar Tjakra Negara, waar zij een KNIL eenheid verwachtten, werden zij nogmaals onder vuur genomen. Terugtrekkend naar Mataram gaf het 6e Bataljon Infanterie dekking in de achterhoede. Hierbij kreeg de eenheid steun van artillerie onder leiding van eerste luitenant A. Becking. Becking en Creutz Lechleitner waren enkele van de militairen die voor deze actie de Militaire Willems-Orde ontvingen. Bij de verovering van Mataram op 10 oktober 1894 bestormde de compagnie onder leiding van Creutz Lechleitner een versterkte binnenplaats. Hierbij stuitten zij op ongeveer 30 gewapende tegenstanders. De Nederlanders gingen de tegenstanders te lijf met geweer, sabel en bajonet waarbij vele doden vielen aan Indische zijde.
Na de Lombokexpeditie keerde Creutz Lechleitner terug naar Meester Cornelis als docent, hier werd hij gepromoveerd tot luitenant-kolonel. In 1904 werd Creutz Lechleitner op zijn verzoek eervol ontslagen uit de militaire dienst.

## Persoonlijk
Als 21-jarige kwam Creutz Lechleitner in aanraking met het spiritisme en werd hij ingewijd in de vrijmetselarij. Creutz Lechleitner was trouwde op 23-jarige leeftijd met de 19-jarige C.M.L. Becker met wie hij 3 kinderen kreeg. In 1896 verloren hij en zijn vrouw hun zoon van 5 maanden. In 1903 trof het noodlot de familie Creutz Lechleitner, in de woonplaats Solo kwam zijn vrouw om het leven, vermoedelijk door cholera. In 1917 gaf Creutz Lechleitner aan dat hij in deze periode veel steun had in het spiritisme en hij verwachte zijn vrouw weer terug te zien. Hierna reisde overste Creutz Lechleitner met zijn zoon naar Yogyakarta. Zijn zoon verbleef bij het gezin van A. Becking waar hij te kampen kreeg met cholera symptomen waar hij later aan overleed.
Gedurende zijn militaire carrière stond Creutz Lechleitner bekend als scherpschutter. Hij won hiermee diverse prijzen zoals een eerste prijs in 1880 en een zevende prijs in 1885.  Daarbij schreef hij ook over de infanterie wapens uit die tijd, zoals het Kropatschek geweer, Lebel Model 1886 en Fusil Gras mle 1874. Hierbij maakte hij de vergelijking met het in Nederlands-Indië gebruikelijke Beaumontgeweer. Bij zijn artikelen merkte Creutz Lechleitner ook op dat Nederland in de luxe positie verkeerde dat het (tijdens de diverse gevechten in Nederlands-Indië) geen tegenstander kende met geavanceerde wapens. Hierbij sprak hij ook zijn zorgen uit over het feit dat er veel wapens in omloop zijn bij de verschillende Europese koloniale machtsblokken, bij vernieuwing van de wapens kan het zijn dat oude wapens in handen komen van inheemse strijders.
Na eervol ontslag als luitenant-kolonel keerde hij terug naar Europa. In Nederland bleef Creutz Lechleitner betrokken bij de Nederlandse krijgsmacht. Woonachtig in Nijmegen werd hij commandant van Vrijwillig Landstormcorps "De Meijerij" vanaf de oprichting in 1915. Hierbij had hij het bevel over de compagnieën in Den Bosch, Nijmegen, Tilburg, Eindhoven en Helmond. In 1917 bekeerde de protestants opgevoede Creutz Lechleitner zich naar het katholicisme. In 1922 ging kolonel Creutz Lechleitner definitief met pensioen "ter zake van lichaamsgebreken". Creutz Lechleitner kwam op 14 maart 1925 te overlijden.

## Onderscheidingen
- Ridder der 4 klasse in de Militaire Willems-Orde[27]
- Ereteken voor Belangrijke Krijgsbedrijven "Atjeh 1873-1896"[27]
- Lombokkruis[27]
- Onderscheidingsteken voor Langdurige Dienst als officier[27]